# Odlum Brown Vancouver Open 2012
L'Odlum Brown Vancouver Open 2012 è stato un torneo professionistico di tennis giocato sul cemento. È stata la 8ª edizione del torneo maschile, l'11ª del torneo femminile, che fanno parte dell'ATP Challenger Tour nell'ambito dell'ATP Challenger Tour 2012 e dell'ITF Women's Circuit nell'ambito dell'ITF Women's Circuit 2012. Il torneo maschile e quello femminile si sono giocati a Vancouver in Canada dal 28 luglio al 5 agosto 2012.

## Partecipanti ATP

### Teste di serie
| Nazionalità | Giocatore          | Ranking* | Testa di serie |
| ----------- | ------------------ | -------- | -------------- |
| Paesi Bassi | Igor Sijsling      | 102      | 1              |
| Israele     | Dudi Sela          | 114      | 2              |
| Stati Uniti | Rajeev Ram         | 117      | 3              |
| Belgio      | Ruben Bemelmans    | 121      | 4              |
| Canada      | Frank Dancevic     | 131      | 5              |
| Ucraina     | Serhij Bubka       | 151      | 6              |
| Thailandia  | Danai Udomchoke    | 153      | 7              |
| Sudafrica   | Izak van der Merwe | 154      | 8              |

- Rankings al 23 luglio 2012.

### Altri partecipanti
Giocatori che hanno ricevuto una wild card:
- Philip Bester
- Bradley Klahn
- Filip Peliwo
- Jack Sock

Giocatori passati dalle qualificazioni:
- Chase Buchanan
- Pierre-Ludovic Duclos
- Gleb Sakharov
- Fritz Wolmarans

## Partecipanti WTA

### Teste di serie
| Nazionalità | Giocatrice       | Ranking* | Testa di serie |
| ----------- | ---------------- | -------- | -------------- |
| Lussemburgo | Mandy Minella    | 82       | 1              |
| Australia   | Olivia Rogowska  | 120      | 2              |
| Stati Uniti | Alexa Glatch     | 135      | 3              |
| Polonia     | Sandra Zaniewska | 149      | 4              |
| Stati Uniti | Madison Brengle  | 159      | 5              |
| Australia   | Sacha Jones      | 172      | 6              |
| Stati Uniti | Grace Min        | 176      | 7              |
| Stati Uniti | Madison Keys     | 182      | 8              |

- Ranking al 23 luglio 2012.

### Altre partecipanti
Giocatrici che hanno ricevuto una wild card:
- Mallory Burdette
- Gabriela Dabrowski
- Bethanie Mattek-Sands
- Carol Zhao

Giocatrici passate dalle qualificazioni:
- Lauren Embree
- Nicole Gibbs
- Krista Hardebeck
- Ashley Weinhold
- Sherazad Benamar (lucky loser)

## Campioni

### Singolare maschile
- Igor Sijsling ha battuto in finale  Serhij Bubka con il punteggio di 6–1, 7–5.

### Doppio maschile
- Maxime Authom /  Ruben Bemelmans hanno battuto in finale  John Peers /  John-Patrick Smith con il punteggio di 6–4, 6–2.

### Singolare femminile
- Mallory Burdette ha battuto in finale  Jessica Pegula con il punteggio di 6–3, 6–0.

### Doppio femminile
- Julia Glushko /  Olivia Rogowska hanno battuto in finale  Jacqueline Cako /  Natalie Pluskota con il punteggio di 6–4, 5–7, [10–7].